# Mémoires de l’Académie Royale des Sciences, Belles-Lettres et Arts de Lyon. Section des sciences
Mémoires de l’Académie Royale des Sciences, Belles-Lettres et Arts de Lyon. Section des sciences (abreviado Mém. Acad. Roy. Sci. Lyon, Sect. Sci.) es una revista con ilustraciones y descripciones botánicas que fue publicada en Lyon en los años 1845–47. Fue reemplazada por Mémoires de l’Académie Nationale des Sciences, Belles-Lettres et Arts de Lyon.